# Estola unicolor
Estola unicolor là một loài bọ cánh cứng trong họ Cerambycidae.